# Can Cotis (Rellinars)
Can Cotis és una masia del municipi de Rellinars (Vallès Occidental) inclosa en l'Inventari del Patrimoni Arquitectònic de Catalunya.

## Descripció
És una masia de tipologia basilical, segons la disposició de les seves teulades amb un cos central més elevat respecte als laterals. Té coberta a dues vessants al centre i carener perpendicular a la façana, i d'una sola inclinació als laterals. A l'incipient ràfec, hi ha una filera decorativa de caps de teula. La façana mostra una distribució simètrica dels seus elements i repartiment d'obertures.
A la planta baixa, hi ha una porta central rectangular allindanada i una finestra a cada costat; la de la dreta sembla modificada a partir d'una antiga obertura més gran. Al pis, hi ha tres finestres rectangulars amb ampit i la del mig, té una barana de ferro sense volada.
Al segon pis, hi ha dues finestres d'arc de mig punt, actualment tancades amb vidres, i sota la teulada d'una sola inclinació, sengles petites finestres també amb ampit. Les parets estan arrebossades.
Davant la masia hi ha cossos annexes d'ús agrícola.